# Ellingen
Ellingen è un comune tedesco di 3 703 abitanti, situato nel land della Baviera.

## Storia
Fu insediamento militare romano di un'unità ausiliaria (a partire dalla fine del I secolo sotto la dinastia dei Flavi),  appartenente al sistema difensivo del limes germanico-retico.
Fu uno dei feudi dell'Ordine Teutonico, nell'Ottocento il bel castello barocco passò al Principe Carl Philipp von Wrede.